# August Pork
August Pork (ur. 27 czerwca 1917 w Twerze, zm. 2002 w Moskwie) – szef KGB Estońskiej SRR (1961–1982).

## Życiorys
Od 1933 elektromonter w fabryce wagonów w Twerze, od 1936 redaktor twerskiej gazety fabrycznej, zastępca dyrektora klubu w Ostaszkowie. Od 1942 pomocnik szefa sztabu pułku Armii Czerwonej na Froncie Kalinińskim, od 1943 starszy instruktor wydziału politycznego dywizji na Froncie Leningradzkim i 2 Froncie Nadbałtyckim, brał udział w walkach w Estonii, m.in. o Saaremęę, a także w walkach o Wielkie Łuki. W 1943 przyjęty do WKP(b), w 1946 zdemobilizowany. Był kierownikiem działu estońskiej gazety, później kierownik sektora prasy KC KPE, jednocześnie redaktor pisma „Słowo i Obraz”. Od 1948 w organach bezpieki, 1950 skończył Wyższą Szkołę MGB, został szefem powiatowego oddziału milicji i zastępcą szefa Zarządu Milicji MGB Estońskiej SRR. W latach 1953–1958 zastępca ministra spraw wewnętrznych Estońskiej SRR – szef Zarządu Milicji, 23 stycznia 1959 mianowany komisarzem milicji 3 rangi, od września 1959 do czerwca 1961 minister spraw wewnętrznych Estońskiej SRR, od 1960 członek KC KPE, od 19 czerwca 1961 do 16 czerwca 1982 przewodniczący KGB przy Radzie Ministrów Estońskiej SRR, 10 grudnia 1964 awansowany na generała majora. W latach 1979–1984 deputowany do Rady Najwyższej ZSRR 10 kadencji. Od 1996 mieszkał w Moskwie.

## Odznaczenia
- Order Lenina
- Order Czerwonego Sztandaru (dwukrotnie)
- Order Wojny Ojczyźnianej I klasy
- Order Czerwonego Sztandaru Pracy (dwukrotnie)
- Order Czerwonej Gwiazdy
- Odznaka „Honorowy Funkcjonariusz Bezpieczeństwa Państwowego”

I medale.